# شهرستان گرین (آیووا)
شهرستان گرین، آیووا (به انگلیسی: Greene County, Iowa) شهرستانی در ایالات متحده آمریکا است که در آیووا واقع شده‌است.